# Waldbühne

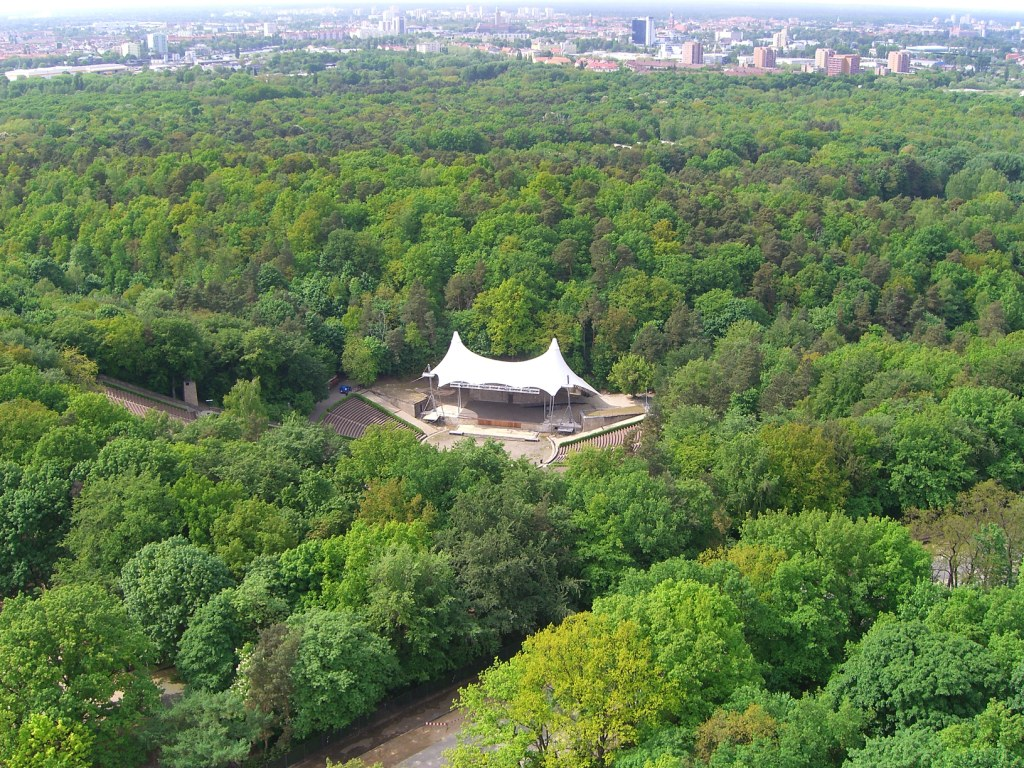
Waldbühne sett från Glockenturm

Waldbühne är en utomhusscen som ligger i Berlins olympiaområde i stadsdelen Westend i västra Berlin, väster om Berlins Olympiastadion. Antalet åskådarplatser är 22 000. Den uppfördes till Olympiska sommarspelen 1936. Bland annat Depeche Mode, Bruce Springsteen, Rolling Stones, Bob Marley, Neil Diamond, Phil Collins, Luciano Pavarotti, Metallica, Iron Maiden och U2 har gett konserter genom åren. Dessutom har Berliner Philharmoniker varje år en mycket populär utomhuskonsert.